# 克維特科韋 (海尼切斯克區)
46°39′8″N 34°22′18″E / 46.65222°N 34.37167°E
克維特科韋（烏克蘭語：Квіткове）是位於烏克蘭南部的村莊，由赫爾松州海尼切斯克區的伊萬尼夫卡市鎮負責管轄。該村始建於1897年，面積0.49平方公里，海拔高度37米，2001年人口63，人口密度每平方公里128.6人。